# Dendrobium subpetiolatum
Dendrobium subpetiolatum là một loài thực vật có hoa trong họ Lan. Loài này được Schltr. mô tả khoa học đầu tiên năm 1912.

## Tên gọi khác
- Subpetiolatum Orchid
- Subpetiolate Orchid
- Subpetiolate Dendrobium

## Mô tả
Loài Lan này thường mọc trên các loài cây khác, có củ giả với hai lá. Hoa thường có màu trắng và phần nhụy hoa hình môi màu vàng. Nó có hạt tròn, nhỏ với cây con nhỏ màu xanh.

## Công dụng, lợi ích
Dendrobium subpetiolatum thường được trồng làm cây cảnh bởi vẻ ngoài đẹp mắt. 
Vì loài cây này có đặc tính chữa bệnh nên thường sử dụng trong y học cổ truyền Trung Quốc để điều trị các bệnh khác nhau như sốt, đau đầu và các bệnh về da. Nó cũng được sử dụng như một loại thuốc bổ và cải thiện tiêu hóa.

## Trồng trọt và nhân giống
Đây là loài lan sống trên cây có kích thước từ nhỏ đến trung bình, thường được tìm thấy ở các khu rừng mưa nhiệt đới Đông Nam Á. Nó phát triển tốt nhất trong môi trường thoát nước tốt như vỏ cây, rêu, hoặc than củi. Đây là loài cây ưa ánh sáng và độ ẩm cao. 
Quá trình nhân giống có thể thực hiện thông qua phương pháp chiết cành hoặc bằng hạt giống.

## Phân bổ
Dendrobium subpetiolatum có nguồn gốc từ vùng nhiệt đới và cận nhiệt đới châu Á, từ Ấn Độ đến Trung Quốc và Nhật Bản. Nó thường được tìm thấy trong các khu rừng ẩm ướt ở độ cao lên tới 1.400 m. 